# Hammenhögs landskommun
Hammenhögs landskommun var en tidigare kommun i dåvarande Kristianstads län.

## Administrativ historik
När 1862 års kommunalförordningar började gälla inrättades över hela landet cirka 2 400 landskommuner, de flesta bestående av en socken. Därutöver fanns 89 städer och 8 köpingar, som då blev egna kommuner.
Denna kommun bildades då i Hammenhögs socken i Ingelstads härad i Skåne.
Vid kommunreformen 1952 bildade den storkommun genom sammanläggning med de tidigare kommunerna Hannas, Vallby, Östra Herrestad och Östra Ingelstad.
1 januari 1969 upplöstes kommunen och huvuddelen av området fördes till Simrishamns stad, medan Östra Ingelstads församling fördes till Tomelilla köping.
Kommunkoden 1952-1967 var 1102.

### Kyrklig tillhörighet
I kyrkligt hänseende tillhörde kommunen Hammenhögs församling. Den 1 januari 1952 tillkom församlingarna Hannas, Vallby, Östra Herrestad och Östra Ingelstad.

## Geografi
Hammenhögs landskommun omfattade den 1 januari 1952 en areal av 66,05 km², varav 65,68 km² land.

### Tätorter i kommunen 1960
I Hammenhögs landskommun fanns tätorten Hammenhög, som hade 744 invånare den 1 november 1960. Tätortsgraden i kommunen var då 26,1 procent.

## Politik

### Mandatfördelning i valen 1938-1966
| 7 | 13 |

| 20 |

| 6 | 14 |

| 20 |

| 5 | 15 |

| 20 |

| 12 |  | 13 | 8 |  |

| 35 |

| 12 |  | 11 | 6 | 5 |

| 34 |

| 11 | 12 | 6 | 6 |

| 34 |

| 12 | 12 | 6 | 5 |

| 34 |

| 11 | 13 | 6 | 5 |

| 31 |